# Gwar
Gwar é uma banda formada em Richmond, Virgínia, Estados Unidos, em 1984. Tocando thrash metal/crossover thrash, são conhecidos pelos seus integrantes usarem fantasias "mostruosas" e fazerem sátiras através de suas músicas.
O falecido guitarrista e vocalista do Gwar, Dave Brockie, formou a banda inicialmente com o nome de Gwaaarrrgghhlllgh. Ele também era integrante da banda punk Death Piggy, que acabou para se dedicar somente ao Gwar, resultando no lançamento de seu primeiro álbum, Hell-O, em 1988. A banda recebeu certa notoriedade na década de 1990 com exibições na MTV.
O Gwar celebrou seus 30 anos de atividades com o álbum Battle Maximus, 13º disco de estúdio do grupo. Brockie foi encontrado morto em sua casa no ano seguinte, sendo substituído pela vocalista Vulvatron, anunciada em setembro do mesmo ano.

## Formação atual
- Blothar (vocais - Michael Bishop)
- Balsac the Jaws of Death (guitarra - Mike Derks)
- Jizmak Da Gusha (bateria - Brad Roberts)
- Beefcake the Myghty (baixo, vocal de apoio - Jamison Land)
- Pustulis Maximus (guitarra - Brent Purgason)

## Álbuns de estudio
- 1985: Let There Be Gwar (demo)
- 1988: Hell-O
- 1990: Scumdogs of the Universe
- 1992: The Road Behind (EP)
- 1992: America Must Be Destroyed
- 1993: Live From Antarctica (live)
- 1994: This Toilet Earth
- 1995: RagNaRok
- 1997: Carnival of Chaos
- 1999: We Kill Everything
- 2001: Diarrhea Of A Madman
- 2001: Violence Has Arrived
- 2004: War Party
- 2005: Live From Mt. Fuji (live)
- 2006: Beyond Hell
- 2009: Lust In Space
- 2010: Bloddy Pit of Horror
- 2013: Battle Maximus
- 2017: The Blood of Gods